# Sásd
Sásd (Duits: Schaschd) is een plaats (város) en gemeente in het Hongaarse comitaat Baranya. Sásd telt 3388 inwoners (2007).

## Voetnoten
1. 1 2  2007-es KSH-adatok